# Какосьян, Манук Арсенович
Ману́к Арсе́нович Какосья́н (арм. Մանուկ Կակոսյան; 1 августа 1974, Сочи, СССР) — армянский и российский футболист, полузащитник. Ранее выступал на позиции нападающего.
По данным издания «Спорт-Экспресс», со своим ростом 160 см является самым низкорослым футболистом в истории высшего дивизиона чемпионата России.

## Карьера

### Клубная
Футбольную карьеру начал в Сочи. Сначала в только что образовавшемся клубе «Динамо-Жемчужина-2» в третьей лиге чемпионата России, которому помог выйти во вторую лигу, забив в сезоне 1996 года 13 мячей. После удачного дебюта Какосьяна пригласили в «Жемчужину», выступавшую в высшей лиге России. В дебютном сезоне в «Жемчужине» сыграл 8 матчей и забил один гол. В период, когда командой руководил сначала Анатолий Байдачный, а затем — Виктор Антихович, Какосьян стал игроком основного состава.
В высшей лиге России дебютировал 23 июля 1997 года в домашнем матче против новороссийского «Черноморца», заменив в перерыве Гогричиани. Первый гол в высшей лиге забил 13 сентября 1997 года в ворота нижегородского «Локомотива». Матч закончился победой «Жемчужины» — 2:0.
После вылета «Жемчужины» в первую лигу продолжил выступления в высшей лиге за новороссийский «Черноморец». После Новороссийска играл в Астрахани и Владивостоке. В 2005 году вернулся в Сочи в команду «Сочи-04», в которой играл до её расформирования (с перерывом в 2007 году).
В Премьер-Лиге провел 113 игр, забил 6 мячей.

### В сборной
Провёл 3 матча за сборную Армении, но в результате конфликта с тренерским штабом отказался от выступлений.